# Ejgdetjärnen
Ejgdetjärnen är en sjö i Tanums kommun i Bohuslän och ingår i Enningdalsälvens huvudavrinningsområde. Sjön är 6 meter djup, har en yta på 0,06 kvadratkilometer och är belägen 143 meter över havet.